# آلگرو
آلگرو (تلفظ ایتالیایی: [alˈɡɛro]، کاتالانی: L'Alguer، ساردنیایی: S'Alighèra، ساساری: La Liéra) شهری است با حدود ۴۴،۰۰۰ نفر جمعیت در ایتالیا. این شهر در ساساری، در شمال‌غرب جزیره ساردنی و در کنار دریای مدیترانه قرار گرفته است. نام آل‌گرو از کلمه لاتین Aleguerium، به معنای وجود جلبک در ساحل، برگرفته شده است. زبان کاتالانی در این شهر نیمه رسمی است که این موضوع در کشور ایتالیا، مشابهی ندارد.

## تاریخ

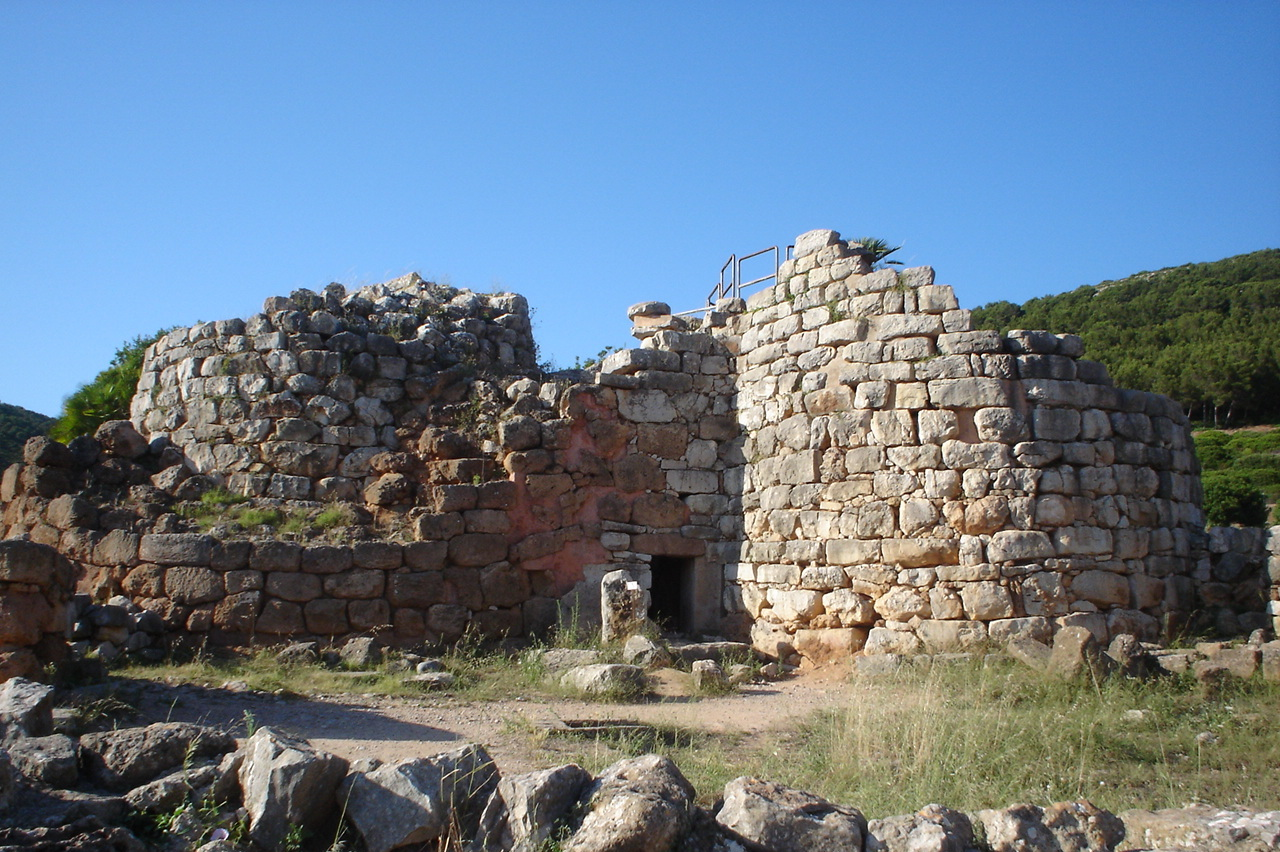
ناروگه پالماورا در نزدیکی آلگرو.

مکان کنونی آلگرو از دوره‌های پیش از تاریخ، مسکونی بوده است. چنین گفته شده که مردمان اوزیری در چهارهزار سال پیش از میلاد در این مکان بوده‌اند. مردمان نوراگه نیز در حدود ۱۵۰۰ سال پیش از میلاد به این مکان رسیده و سکونت‌گاه‌هایی برپا کرده بودند.
به دلیل قرارگیری در منطقه‌ای استراتژیک در کنار دریای مدیترانه، آلگرو در سال ۱۱۰۲ توسط خانواده جنوایی دوریا، به عنوان قلعه‌ای مستحکم بنا شد. خاندان دوریا قرن‌ها بر آن فرمان راندند، البته به جز دوره کوتاهی که پیزا بر آن مسلط شد (۱۲۸۴-۱۲۸۳). در سال ۱۳۵۳، شهر توسط برناردو د کابررا به تصرف پادشاهی آراگون درآمد. در سال ۱۳۷۲، پس از تعدادی شورش در این منطقه، مردم بومی جنوایی و ساردنیایی به مرور مطرود گشتند و پس از سال‌ها، جمعیت شهر به دلیل ورود مهاجران کاتالان افزایش پیدا کرد. در قرن شانزدهم شهر به رونق اقتصادی رسید.
سلطه آراگونی‌ها بر آلگرو، در سال ۱۷۰۲ و با تصرف شهر به دست خاندان هابسبورگ خاتمه یافت. در ۱۷۲۰، پیمونتی‌هایی که از خانودان ساووی فرمان می‌گرفتند، بر شهر چیره شدند. حدود سال ۱۷۵۰ کانالی عریض برای افزایش قدرت دفاعی شهر حفاری شد. در ۱۸۲۱، قحطی بزرگی باعث شورشی خونین و مرگ بسیاری شد. در همان قرن، آلگرو بار دیگر به شهری نظامی تبدیل شده و در دوره حکمرانی فاشیست‌ها هم این چهره را حفظ نمود. در طول جنگ جهانی دوم شهر بمباران شد و مراکز تاریخی آن خسارتی سنگین دیدند. در دهه ۱۹۵۰ نیز مالاریا در این شهر ریشه کن گشت.
در حال حاضر آلگرو یکی از شهرهای توریستی ساردنی به شمار می‌رود.

## زبان

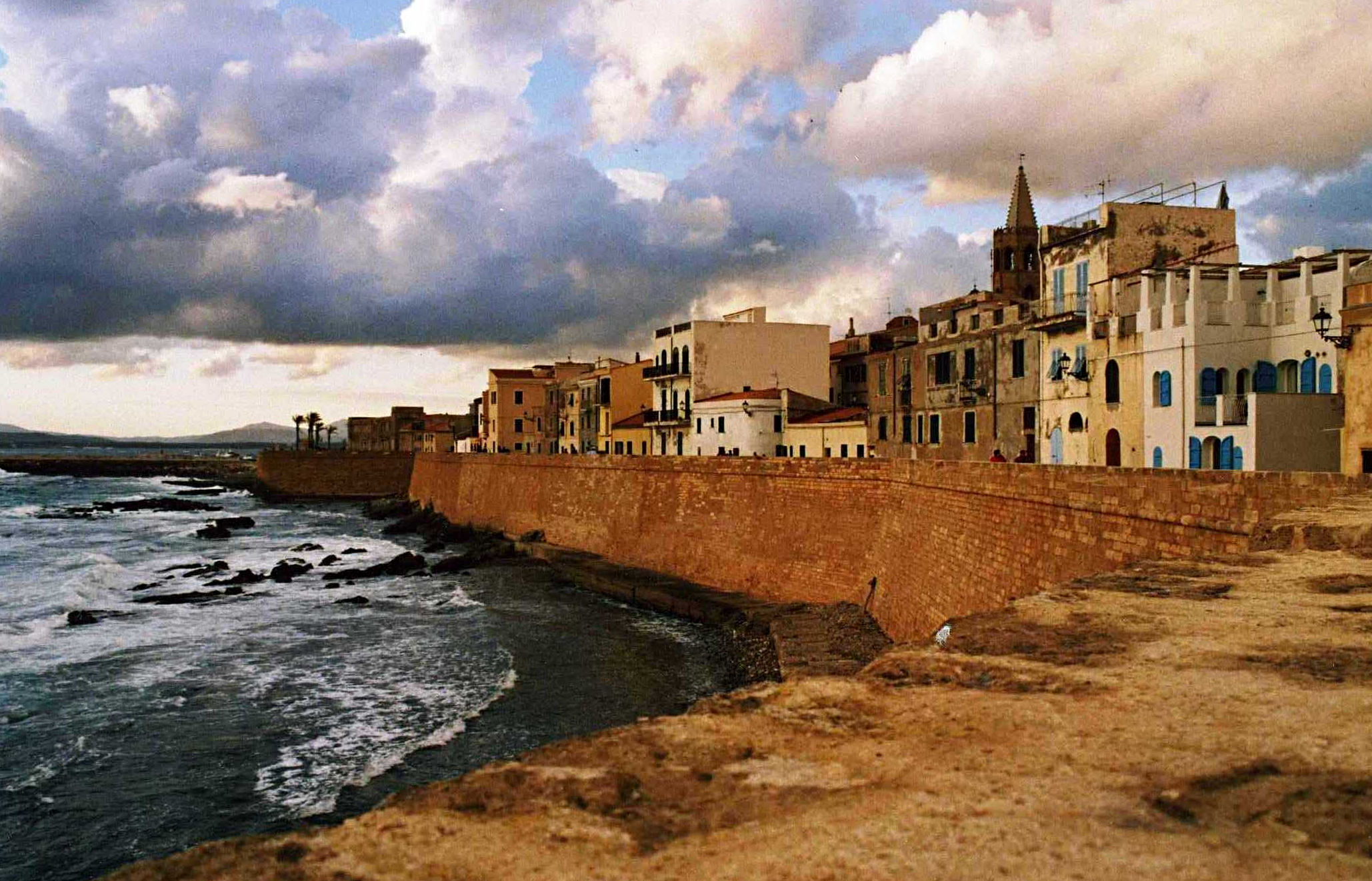
دیوارهای کاتالان که در قرن شانزدهم بنا شدند.

زبان کاتالانی در زمان حکومت آراگونی‌ها و ورود مهاجران کاتالان به این شهر، تبدیل به زبان اصلی مردم شد. تحقیقات نشان می‌دهد اکنون کاتالانی آلگرویی، زبان اصلی %۲۲٫۴ از مردم این شهر است و %۶۰ مردم هم به خوبی آن را می‌فهمند. البته زبان‌های ساردنیایی و ایتالیایی رواج بسیاری داشته و بسیاری از مردم شهر به این زبان‌ها تکلم می‌کنند. زبان کاتالانی بیشتر در بین مردم محله "اینترا موئنیا" و محلات مشرف به ساحل رواج دارد در حالی که در حومه شهر زبان ساردنیایی، زبان غالب گویشوران است.

## شهرهای خواهر
- بالاگوئر، اسپانیا
- تاراگونا، اسپانیا
- پالما د مایورکا، اسپانیا
- انکامپ، آندورا